# China Labour Bulletin
China Labour Bulletin (CLB) ist eine Nichtregierungsorganisation, die sich für die Rechte der Arbeitnehmer in der Volksrepublik China einsetzt. Sie hat ihren Sitz in Hongkong und wurde dort 1994 von dem Arbeiter-Aktivisten Han Dongfang gegründet.  Der CLB plädiert für einen stärkeren Schutz der Rechte chinesischer Arbeitnehmer und hat Optimismus geäußert, dass sich die Bedingungen der Arbeitnehmer durch friedliche und rechtliche Schritte in naher Zukunft verbessern werden.
CLB unterstützt die Entwicklung demokratischer Gewerkschaften in China, die Durchsetzung des Arbeitsrechts der PRC und die uneingeschränkte Beteiligung der Arbeitnehmer an der Schaffung einer Zivilgesellschaft. Darüber hinaus versucht CLB, die offizielle Anerkennung von internationalen Standards und Konventionen in China zu erlangen, die die Vereinigungsfreiheit der Arbeitnehmer und das Recht auf freie Tarifverhandlungen gewährleisten.
Im Jahr 2002 entwickelte und etablierte CLB ein Arbeitsrechtsverfahren, um Arbeitern die Möglichkeit zu geben, ihre Beschwerden auf dem Weg des Gerichtssystems der Volksrepublik China zu beseitigen. Die Organisation bietet Rechtsberatung für Arbeitnehmer und beschafft chinesische Anwälte, ihre Fälle zu behandeln. Bis Oktober 2007 hatte sie etwa 140 Fälle angenommen, in denen es um die Nichtzahlung von Löhnen, Arbeitsunfällen und Entlassungen ging. Sie befasst sich auch mit dem Problem der Diskriminierung am Arbeitsplatz, insbesondere der Sensibilisierung und Bekämpfung der Diskriminierung der geschätzten 120 Millionen Hepatitis-B-positiven Chinesen.
Im Jahr 2005 legte das CLB ein Programm zur Förderung von Tarifverhandlungen und der Nutzung von konzernweiten, rechtlich durchsetzbaren Tarifverträgen als Mittel zur Stärkung der Arbeitnehmer, zum Schutz ihrer gesetzlichen Rechte und zur Verbesserung der Arbeitsbeziehungen, auf.
CLB veröffentlichte fünf englische und zehn chinesische Berichte über eine Reihe von Fragen, einschließlich der Arbeiterbewegung in China, der Wanderarbeiter, der Kinderarbeit und der Unfälle in Kohlebergwerken.